# Дискографія Шакіри
Дискографія Шакіри, колумбійської виконавиці в стилі латина, складається з шести студійних альбомів, чотирьох збірок і трьох концертних альбомів альбомів. Також Шакіра випустила 43 музичних сингли, два мініальбоми і 43 відеокліпи.
Перший промо-альбом Шакіри Magia був записаний у 1990 році, коли їй було 13 років. У 1993 вона записала другий, успішніший диск Peligro.
У січні 1994 року вийшов сингл «¿Dónde Estás Corazón?», який посів 5 місце в чарті Billboard Hot Latin Tracks. Слідом вийшов перший офіційний іспаномовний альбом Pies Descalzos. Він посів перше місце у 8 різних країнах і був розкуплений у кількості 4 мільйонів копій. У США, альбом досяг 5 місця чарту Billboard Top Latin Albums, але в основному чарті Billboard 200 зайняв лише 180-е місце.
Другий іспаномовний студійний альбом Donde Estan los Ladrones? вийшов 28 вересня 1998 року. Він дебютував на 131-му місці в основному чарті США і розійшовся в кількості 7 мільйонів копій по всьому світу.
Перший англомовний альбом Laundry Service вийшов 13 листопада 2001 року. Він став найбільш продаваним альбомом 2002 року, розійшовся в кількості 13 мільйонів копій. Він досяг 3 місця в США і 2 місця у Великій Британії в чарті UK Albums Chart і 1 місця в багатьох інших країнах. Сім треків стали міжнародними синглами: «Whenever, Wherever», «Underneath Your Clothes», «Objection (Tango)», «The One», «Poem To a Horse», «Te Dejo Madrid» і «Que Me Quedes Tú». Друга збірка Grandes Éxitos, видана 5 листопада 2002 року, зайняла 1 місце в американському Hot Latin Tracks chart.
Fijación Oral Vol. 1 вийшов 3 червня 2005 року і був проданий у кількості 4 мільйонів копій по всьому світу. Він дебютував на 4 місці в США і отримав статус двічі платинового. З альбому вийшло 5 синглів: «La Tortura», «No», «Día De Enero», «La Pared» і «Las de la Intuición». Другий англомовний альбом Oral Fixation Vol. 2 вийшов 29 листопада 2005 року й був проданий у кількості 8 мільйонів копій по всьому світу. З альбомів було видано 3 сингли «Don't Bother», «Hips Don't Lie» і «Illegal». Збірка з двох альбомів Oral Fixation вийшла в грудні 2006 року під назвою Oral Fixation Volumes 1 & 2.
Третій англомовний альбом Шакіри She Wolf вийшов в жовтні 2009 року, першим синглом стала «однойменна пісня». Другим синглом стала композиція «Did It Again». У США був виданий третій сингл «Give It Up to Me», а четвертим синглом стала «Gypsy».
У жовтні 2010 року вийшов новий студійний альбом Sale el Sol.
Шакіра продала понад 50 мільйонів копій альбомів по всьому світу.

## Альбоми

### Студійні альбоми
| Назва                                                                           | Деталі                                                                                         | Найкращі позиції в чартах | Найкращі позиції в чартах | Найкращі позиції в чартах | Найкращі позиції в чартах | Найкращі позиції в чартах | Найкращі позиції в чартах | Найкращі позиції в чартах | Найкращі позиції в чартах | Найкращі позиції в чартах | Найкращі позиції в чартах | Статус                                                                                                   | Продажі                                     |
| Назва                                                                           | Деталі                                                                                         | AUS                       | FRA                       | GER                       | ITA                       | NET                       | SPA                       | SWI                       | US                        | US LATIN                  | UK                        | Статус                                                                                                   | Продажі                                     |
| ------------------------------------------------------------------------------- | ---------------------------------------------------------------------------------------------- | ------------------------- | ------------------------- | ------------------------- | ------------------------- | ------------------------- | ------------------------- | ------------------------- | ------------------------- | ------------------------- | ------------------------- | --- | ------------------------------------------- |
| Pies Descalzos                                                                  | - Випущено: 17 лютого 1996 - Лейбл: Sony Music, Columbia - Формати: CD, касета, LP             | —                         | —                         | 71                        | —                         | —                         | 25                        | —                         | 180                       | 5                         | —                         | - US: Платиновий                                                                                         | - : 584,000 - Світ: 5,000,000               |
| Dónde Están los Ladrones?                                                       | - Випущено: 29 вересня 1998 - Лейбл: Sony Music Latin - Формати: CD, касета                    | —                         | —                         | 79                        | —                         | 78                        | 2                         | 7                         | 131                       | 1                         | —                         | - : Платиновий                                                                                           | - : 892,000 - Світ: 10,000,000              |
| Laundry Service                                                                 | - Випущено: 13 листопада 2001 - Лейбл: Epic - Формати: CD, цифрове завантаження                | 1                         | 5                         | 2                         | 2                         | 1                         | 1                         | 1                         | 3                         | —                         | 2                         | - : 3 × платиновий - AUS: 5 × платиновий - CAN: 5 × платиновий - EU: 4 × платиновий - UK: 2 × платиновий | - : 3,488,000 - Світ: 20,000,000            |
| Fijación Oral Vol. 1                                                            | - Випущено: 3 червня 2005 - Лейбл: Epic - Формати: CD, цифрове завантаження                    | —                         | 6                         | 1                         | 18                        | 7                         | 1                         | 2                         | 4                         | 1                         | —                         | - : 2 × платиновий - : 11 платиновий (Латинська Америка) - Європа: платиновий - : 3 × платиновий         | - : 250,000 - : 1,001,000 - Світ: 4,000,000 |
| Oral Fixation Vol. 2                                                            | - Випущено: 28 листопада 2005 - Лейбл: Epic - Формати: CD, цифрове завантаження                | 9                         | 8                         | 4                         | 6                         | 2                         | 3                         | 3                         | 5                         | —                         | 12                        | - : Платиновий - : Золотий - : 2 × платиновий - Європа: платиновий - : платиновий - : платиновий         | - : 78,000 - : 1,694,000 - Світ: 8,000,000  |
| She Wolf                                                                        | - Випущено: 9 жовтня 2009 - Лейбл: Epic - Формати: CD, цифрове завантаження                    | —                         | 7                         | 3                         | 1                         | 5                         | 2                         | 1                         | 15                        | —                         | 4                         | - : Платиновий - : Платиновий                                                                            | - : 400,000 - Світ: 3,000,000               |
| Sale el Sol                                                                     | - Випущено: 15 жовтня 2010 - Лейбл: Epic, Sony Music Latin - Формати: CD, цифрове завантаження | —                         | 1                         | 6                         | 1                         | 10                        | 1                         | 2                         | 7                         | 1                         | —                         | - : 3 × платиновий - : Золотий - : 2 × платиновий - : Платиновий - : 2 × платиновий - : Платиновий       | - Світ: 4,000,000                           |
| «—» означає, що альбом не потрапив до чартів, або не випущений у цьому регіоні. |                                                                                                |                           |                           |                           |                           |                           |                           |                           |                           |                           |                           | |                                             |

### Концертні альбоми
| Назва                                                                           | Деталі                                                                      | Найкращі позиції в чартах | Найкращі позиції в чартах | Найкращі позиції в чартах | Найкращі позиції в чартах | Найкращі позиції в чартах | Найкращі позиції в чартах | Найкращі позиції в чартах | Найкращі позиції в чартах | Найкращі позиції в чартах | Найкращі позиції в чартах | Статус                                 | Продажі           |
| Назва                                                                           | Деталі                                                                      | AUS                       | FRA                       | GER                       | ITA                       | NET                       | SPA                       | SWI                       | US                        | US LATIN                  | UK                        | Статус                                 | Продажі           |
| ------------------------------------------------------------------------------- | --------------------------------------------------------------------------- | ------------------------- | ------------------------- | ------------------------- | ------------------------- | ------------------------- | ------------------------- | ------------------------- | ------------------------- | ------------------------- | ------------------------- | -------------------------------------- | ----------------- |
| MTV Unplugged                                                                   | - Випущено: 29 лютого 2000 - Лейбл: Sony Music, Columbia - Формати: CD, DVD | —                         | —                         | 91                        | —                         | 81                        | —                         | —                         | —                         | 1                         | —                         | - : 4 × платиновий (Латинська Америка) | - Світ: 5,000,000 |
| Live & Off the Record                                                           | - Випущено: 30 березня 2004 - Лейбл: Epic - Формати: CD/DVD                 | —                         | —                         | 14                        | —                         | —                         | 4                         | 4                         | 2                         | 4                         | —                         | - : Золотий                            | - Світ: 3,000,000 |
| «—» означає, що альбом не потрапив до чартів, або не випущений у цьому регіоні. |                                                                             |                           |                           |                           |                           |                           |                           |                           |                           |                           |                           |                                        |                   |

### Компіляції
| Назва                                                                           | Деталі                                                                         | Найкращі позиції в чартах | Найкращі позиції в чартах | Найкращі позиції в чартах | Найкращі позиції в чартах | Найкращі позиції в чартах | Найкращі позиції в чартах | Найкращі позиції в чартах | Найкращі позиції в чартах | Найкращі позиції в чартах | Найкращі позиції в чартах | Статус                                                      | Продажі           |
| Назва                                                                           | Деталі                                                                         | AUS                       | FRA                       | GER                       | ITA                       | NET                       | SPA                       | SWI                       | US                        | US LATIN                  | UK                        | Статус                                                      | Продажі           |
| ------------------------------------------------------------------------------- | ------------------------------------------------------------------------------ | ------------------------- | ------------------------- | ------------------------- | ------------------------- | ------------------------- | ------------------------- | ------------------------- | ------------------------- | ------------------------- | ------------------------- | ----------------------------------------------------------- | ----------------- |
| The Remixes                                                                     | - Випущено: 21 жовтня 1997 - Лейбл: Sony Music, Columbia - Формати: CD, касета | —                         | —                         | —                         | —                         | —                         | —                         | —                         | 151                       | 2                         | —                         | - : 2 × платиновий (Латинська Америка)                      | - Світ: 1,000,000 |
| Colección de Oro                                                                | - Випущено: 25 січня 2002 - Лейбл: Sony Music, Columbia - Формат: CD           | —                         | —                         | —                         | —                         | —                         | —                         | —                         | —                         | —                         | —                         |                                                             |                   |
| Grandes Éxitos                                                                  | - Випущено: 5 листопада 2002 - Лейбл: Sony Music, Columbia - Формат: CD        | —                         | —                         | —                         | —                         | —                         | 5                         | 4                         | 80                        | 1                         | —                         | - : 2 × платиновий (Латинська Америка)                      | - Світ: 3,000,000 |
| Live from Paris                                                                 | - Випущено: 6 грудня 2011 - Лейбл: Epic - Формати: CD/DVD, DVD, Blu-ray        | 6                         | 2                         | 4                         | 3                         | 12                        | 1                         | 4                         | 5                         | 1                         | 29                        | - FR: Золотий (CD/DVD) - FR: Платиновий (DVD) - PL: Золотий | - Світ: 500,000   |
| «—» означає, що альбом не потрапив до чартів, або не випущений у цьому регіоні. |                                                                                |                           |                           |                           |                           |                           |                           |                           |                           |                           |                           |                                                             |                   |

### Збірки альбомів
| Назва                       | Деталі                                                                      |
| --------------------------- | --------------------------------------------------------------------------- |
| Oral Fixation Volumes 1 & 2 | - Випущено: 5 грудня 2006 - Лейбл: Epic - Формати: CD, цифрове завантаження |

### Мініальбоми
| Назва                       | Деталі                                                                      |
| --------------------------- | --------------------------------------------------------------------------- |
| The Pepsi E.P.              | - Випущено: 4 грудня 2003 - Лейбл: Sony Music, Columbia - Формат: CD        |
| Love in the Time of Cholera | - Випущено: 25 лютого 2008 - Лейбл: Columbia - Формат: цифрове завантаження |

### Промоальбоми
| Назва   | Деталі                                                                            |
| ------- | --------------------------------------------------------------------------------- |
| Magia   | - Випущено: 24 червня 1991 - Лейбл: Sony Music Colombia - Формат: Cassette, LP    |
| Peligro | - Випущено: 25 березня 1993 - Лейбл: Sony Music Colombia - Формат: CD, LP, касета |

## Сингли
| Назва                                                                           | Рік  | Найкращі позиції в чартах | Найкращі позиції в чартах | Найкращі позиції в чартах | Найкращі позиції в чартах | Найкращі позиції в чартах | Найкращі позиції в чартах | Найкращі позиції в чартах | Найкращі позиції в чартах | Найкращі позиції в чартах | Найкращі позиції в чартах | Статус                                                                                           | Альбом                                            |
| Назва                                                                           | Рік  | AUS                       | CAN                       | FRA                       | GER                       | ITA                       | NET                       | SPA                       | UK                        | US                        | US LATIN                  | Статус                                                                                           | Альбом                                            |
| ------------------------------------------------------------------------------- | ---- | ------------------------- | ------------------------- | ------------------------- | ------------------------- | ------------------------- | ------------------------- | ------------------------- | ------------------------- | ------------------------- | ------------------------- | ------------------------------------------------------------------------------------------------ | ------------------------------------------------- |
| «Estoy Aquí»                                                                    | 1995 | —                         | —                         | —                         | —                         | —                         | —                         | —                         | —                         | —                         | 2                         |                                                                                                  | Pies Descalzos                                    |
| «¿Dónde Estás Corazón?»                                                         | 1996 | —                         | —                         | —                         | —                         | —                         | —                         | —                         | —                         | —                         | 5                         |                                                                                                  | Pies Descalzos                                    |
| «Pies Descalzos, Sueños Blancos»                                                | 1996 | —                         | —                         | —                         | —                         | —                         | —                         | —                         | —                         | —                         | —                         |                                                                                                  | Pies Descalzos                                    |
| «Un Poco de Amor»                                                               | 1996 | —                         | —                         | —                         | —                         | —                         | —                         | —                         | —                         | —                         | —                         |                                                                                                  | Pies Descalzos                                    |
| «Antología»                                                                     | 1997 | —                         | —                         | —                         | —                         | —                         | —                         | —                         | —                         | —                         | 15                        |                                                                                                  | Pies Descalzos                                    |
| «Se Quiere, Se Mata»                                                            | 1997 | —                         | —                         | —                         | —                         | —                         | —                         | —                         | —                         | —                         | 8                         |                                                                                                  | Pies Descalzos                                    |
| «Ciega, Sordomuda»                                                              | 1998 | —                         | —                         | —                         | —                         | —                         | —                         | —                         | —                         | —                         | 1                         |                                                                                                  | Dónde Están los Ladrones?                         |
| «Tú»                                                                            | 1998 | —                         | —                         | —                         | —                         | —                         | —                         | —                         | —                         | —                         | 1                         |                                                                                                  | Dónde Están los Ladrones?                         |
| «Inevitable»                                                                    | 1998 | —                         | —                         | —                         | —                         | —                         | —                         | —                         | —                         | —                         | 3                         |                                                                                                  | Dónde Están los Ladrones?                         |
| «Ojos Así»                                                                      | 1999 | —                         | —                         | 15                        | —                         | —                         | 27                        | —                         | —                         | —                         | 22                        |                                                                                                  | Dónde Están los Ladrones?                         |
| «No Creo»                                                                       | 1999 | —                         | —                         | —                         | —                         | —                         | —                         | —                         | —                         | —                         | 9                         |                                                                                                  | Dónde Están los Ladrones?                         |
| «Moscas en la Casa»                                                             | 1999 | —                         | —                         | —                         | —                         | —                         | —                         | —                         | —                         | —                         | 25                        |                                                                                                  | Dónde Están los Ladrones?                         |
| «Whenever, Wherever»                                                            | 2001 | 1                         | 4                         | 1                         | 1                         | 1                         | 1                         | —                         | 2                         | 6                         | 1                         | - : 3 × платиновий - : Діамантовий - : Платиновий - : Золотий                                    | Laundry Service                                   |
| «Underneath Your Clothes»                                                       | 2002 | 1                         | 11                        | 2                         | 2                         | 3                         | —                         | —                         | 3                         | 9                         | —                         | - : 2 × платиновий - : Золотий - : Золотий                                                       | Laundry Service                                   |
| «Te Dejo Madrid»                                                                | 2002 | —                         | —                         | —                         | —                         | —                         | —                         | —                         | —                         | —                         | 45                        |                                                                                                  | Laundry Service                                   |
| «Objection (Tango)»                                                             | 2002 | 2                         | —                         | 10                        | 19                        | 6                         | 4                         | —                         | 17                        | 55                        | 16                        | - : Платиновий - : Срібний                                                                       | Laundry Service                                   |
| «Que Me Quedes Tú»                                                              | 2002 | —                         | —                         | —                         | —                         | —                         | —                         | —                         | —                         | —                         | 1                         |                                                                                                  | Laundry Service                                   |
| «The One»                                                                       | 2002 | 16                        | —                         | 15                        | 39                        | 20                        | 26                        | —                         | —                         | —                         | —                         |                                                                                                  | Laundry Service                                   |
| «La Tortura» (з Алехандро Сансом)                                               | 2005 | —                         | 21                        | 7                         | 4                         | 3                         | 3                         | 1                         | —                         | 23                        | 1                         | - : Золотий - : Платиновий                                                                       | Fijación Oral Vol. 1                              |
| «No» (з Густаво Сераті)                                                         | 2005 | —                         | 92                        | —                         | —                         | —                         | —                         | —                         | —                         | —                         | 11                        |                                                                                                  | Fijación Oral Vol. 1                              |
| «Don't Bother»                                                                  | 2005 | 30                        | 9                         | 24                        | 7                         | 8                         | 4                         | —                         | 9                         | 42                        | —                         | - : Золотий                                                                                      | Oral Fixation Vol. 2                              |
| «Día de Enero»                                                                  | 2006 | —                         | —                         | —                         | —                         | —                         | —                         | —                         | —                         | —                         | 29                        |                                                                                                  | Fijación Oral Vol. 1                              |
| «Hips Don't Lie» (з Вайклефом Жаном)                                            | 2006 | 1                         | 2                         | 1                         | 1                         | 1                         | 1                         | —                         | 1                         | 1                         | 1                         | - : Платиновий - : 2x Platinum - : Золотий - : Платиновий - : 2 × Платиновий                     | Oral Fixation Vol. 2                              |
| «Illegal»                                                                       | 2006 | —                         | —                         | —                         | 11                        | 4                         | 8                         | —                         | 34                        | —                         | —                         |                                                                                                  | Oral Fixation Vol. 2                              |
| «La Pared»                                                                      | 2007 | —                         | —                         | —                         | —                         | —                         | —                         | —                         | —                         | —                         | —                         |                                                                                                  | Fijación Oral Vol. 1                              |
| «Las de la Intuición»                                                           | 2007 | —                         | —                         | —                         | —                         | —                         | —                         | —                         | —                         | —                         | 31                        | - : 5 × платиновий                                                                               | Fijación Oral Vol. 1                              |
| «She Wolf»                                                                      | 2009 | 18                        | 5                         | 4                         | 2                         | 3                         | 22                        | 2                         | 4                         | 11                        | 1                         | - : Платиновий - : 2 × платиновий - : Срібний - : Платиновий                                     | She Wolf                                          |
| «Did It Again»                                                                  | 2009 | —                         | —                         | —                         | 34                        | 15                        | —                         | 12                        | 26                        | —                         | 6                         |                                                                                                  | She Wolf                                          |
| «Give It Up to Me» (з Lil' Wayne)                                               | 2009 | —                         | 32                        | —                         | —                         | —                         | —                         | —                         | —                         | 29                        | —                         | - : Золотий                                                                                      | She Wolf                                          |
| «Gypsy»                                                                         | 2010 | —                         | 80                        | —                         | 7                         | —                         | —                         | 3                         | —                         | 65                        | 6                         | - : Платиновий                                                                                   | She Wolf                                          |
| «Waka Waka (This Time for Africa)» (з Freshlyground)                            | 2010 | 32                        | 11                        | 1                         | 1                         | 1                         | 6                         | 1                         | 21                        | 38                        | 2                         | - : Золотий - : Діамантовий - : 2 × платиновий - : 2 × платиновий - : 6 × платиновий - : Золотий | Listen Up! The Official 2010 FIFA World Cup Album |
| «Loca» (з El Cata / Діззі Раскал)                                               | 2010 | —                         | 36                        | 2                         | 6                         | 1                         | 15                        | 1                         | —                         | 32                        | 1                         | - : Золотий - : Золотий - : Платиновий - : 2 × платиновий                                        | Sale el Sol                                       |
| «Sale el Sol»                                                                   | 2011 | —                         | —                         | 33                        | —                         | —                         | —                         | 8                         | —                         | —                         | 10                        |                                                                                                  | Sale el Sol                                       |
| «Rabiosa» (з El Cata / Pitbull)                                                 | 2011 | —                         | —                         | 10                        | 26                        | 9                         | 91                        | 2                         | —                         | 114                       | 18                        | - : Золотий                                                                                      | Sale el Sol                                       |
| «Antes de las Seis»                                                             | 4    | —                         | —                         | —                         | —                         | —                         | —                         | 1                         | —                         | —                         | —                         |                                                                                                  | Sale el Sol                                       |
| «Je l'aime à mourir»                                                            | —    | —                         | —                         | 34                        | 1                         | —                         | —                         | —                         | 18                        | —                         | —                         |                                                                                                  | Live from Paris                                   |
| «Addicted to You»                                                               | 2012 | 38                        | —                         | —                         | —                         | —                         | —                         | —                         | 50                        | —                         | —                         |                                                                                                  | Sale el Sol                                       |
| «—» означає, що альбом не потрапив до чартів, або не випущений у цьому регіоні. |      |                           |                           |                           |                           |                           |                           |                           |                           |                           |                           |                                                                                                  |                                                   |

### З іншими виконавцями
| Назва                                                                           | Рік  | Найкращі позиції в чартах | Найкращі позиції в чартах | Найкращі позиції в чартах | Найкращі позиції в чартах | Найкращі позиції в чартах | Найкращі позиції в чартах | Найкращі позиції в чартах | Найкращі позиції в чартах | Найкращі позиції в чартах | Найкращі позиції в чартах | Статус                                                  | Альбом                  |
| Назва                                                                           | Рік  | AUS                       | CAN                       | FRA                       | GER                       | ITA                       | NET                       | SPA                       | UK                        | US                        | US LATIN                  | Статус                                                  | Альбом                  |
| ------------------------------------------------------------------------------- | ---- | ------------------------- | ------------------------- | ------------------------- | ------------------------- | ------------------------- | ------------------------- | ------------------------- | ------------------------- | ------------------------- | ------------------------- | ------------------------------------------------------- | ----------------------- |
| «Te Lo Agradezco, Pero No» (Алехандро Санс з Шакірою)                           | 2007 | —                         | —                         | —                         | —                         | —                         | —                         | —                         | —                         | —                         | 1                         |                                                         | El Tren de los Momentos |
| «Beautiful Liar» (Бейонсе з Шакірою)                                            | 2007 | 5                         | 2                         | 1                         | 1                         | 1                         | 1                         | —                         | 1                         | 3                         | 10                        | - : Золотий - : 3 × платиновий - : Золотий - : Platinum | B'Day (Deluxe Edition)  |
| «Si Tú No Vuelves» (Мігель Босе з Шакірою)                                      | 2007 | —                         | —                         | —                         | 20                        | —                         | —                         | —                         | —                         | —                         | —                         |                                                         | Papito                  |
| «Somos El Mundo 25 Por Haiti» (зі співаками з Гаїті)                            | 2010 | —                         | —                         | —                         | —                         | —                         | —                         | —                         | —                         | —                         | —                         |                                                         | Благодійні сингли       |
| «Ay Haiti»                                                                      | 2010 | —                         | —                         | —                         | —                         | —                         | —                         | 1                         | —                         | —                         | —                         | - : Платиновий                                          | Благодійні сингли       |
| «Gracias a la Vida» (зі співаками з Чилі)                                       | 2010 | —                         | —                         | —                         | —                         | —                         | —                         | —                         | —                         | —                         | —                         |                                                         | Благодійні сингли       |
| «—» означає, що альбом не потрапив до чартів, або не випущений у цьому регіоні. |      |                           |                           |                           |                           |                           |                           |                           |                           |                           |                           |                                                         |                         |

### Промосингли
| «Magia»                                                                         | 1990 | — | — | — | — | — | Magia                       |
| «Lejos de Tu Amor»                                                              | 1991 | — | — | — | — | — | Magia                       |
| «Esta Noche Voy Contigo»                                                        | 1991 | — | — | — | — | — | Magia                       |
| «Peligro»                                                                       | 1993 | — | — | — | — | — | Peligro                     |
| «Brujería»                                                                      | 1993 | — | — | — | — | — | Peligro                     |
| «Eres»                                                                          | 1993 | — | — | — | — | — | Peligro                     |
| «Tú Serás la Historia de Mi Vida»                                               | 1993 | — | — | — | — | — | Peligro                     |
| «Ask for More»                                                                  | 2003 | — | — | — | — | — | The Pepsi E.P.              |
| «Pide Más»                                                                      | 2003 | — | — | — | — | — | The Pepsi E.P.              |
| «Hay Amores»                                                                    | 2007 | — | — | — | — | — | Love in the Time of Cholera |
| «Despedida»                                                                     | 2007 | — | — | — | — | — | Love in the Time of Cholera |
| «—» означає, що альбом не потрапив до чартів, або не випущений у цьому регіоні. |      |   |   |   |   |   |                             |

## Інші пісні в чартах
| «Quiero»                                                                        | 1997 | —  | —  | —  | — | 18 | Pies Descalzos       |
| «Obtener un sí»                                                                 | 2005 | —  | —  | —  | — | 48 | Fijación Oral Vol. 1 |
| «Día Especial»                                                                  | 2006 | —  | —  | —  | — | 26 | Fijación Oral Vol. 1 |
| «I'll Stand by You» (з The Roots)                                               | 2010 | —  | —  | 53 | — | —  | Hope for Haiti Now   |
| «Good Stuff»                                                                    | 2010 | 60 | 49 | —  | — | —  | She Wolf             |
| «Men In This Town»                                                              | 2010 | —  | —  | —  | — | —  | She Wolf             |
| «—» означає, що альбом не потрапив до чартів, або не випущений у цьому регіоні. |      |    |    |    |   |    |                      |